# Der gelbe Rolls-Royce
Der gelbe Rolls-Royce (Originaltitel: The Yellow Rolls-Royce) ist ein britischer Episodenfilm von Anthony Asquith aus dem Jahr 1964. In den Hauptrollen sind zahlreiche Filmstars wie Ingrid Bergman, Shirley MacLaine, Jeanne Moreau, Alain Delon und Omar Sharif zu sehen. Dreh- und Angelpunkt der Handlung ist ein Rolls-Royce. Der Film beschreibt die Erlebnisse seiner Besitzer.

## Handlung
Lord Frinton, Staatssekretär im Auswärtigen Amt unter König Georg VI., kauft seiner Angetrauten einen gelben Rolls-Royce zum Hochzeitstag. Am nächsten Tag überrascht er sie auf dem Parkplatz der Pferderennbahn in Ascot mit ihrem Geliebten in ebendiesem Fahrzeug.
Schwer enttäuscht gibt er den Wagen noch am selben Tag zurück.
Einige Besitzer später wird der Rolls-Royce in Genua zum Kauf angeboten. Der einfältigen Verlobten des amerikanischen Mafiosos Paolo Maltese gefällt der altmodische Wagen. Also kauft er ihn. Zusammen mit Freund Joey unternehmen sie damit Ausflüge durch mehrere italienische Städte. Als Paolo für einige Tage geschäftlich nach Miami reisen muss (und zwar per Schiff – es geht um einen kleinen Gangsterkrieg) kommt seine Verlobte Mae dem italienischen Touristenführer und Gigolo Stefano näher. Er zeigt ihr die Sehenswürdigkeiten und sorgt an den Sommerabenden für vergnügte Stunden. Entgegen seiner Gewohnheit verliebt er sich ernsthaft in die schöne, lebenslustige Amerikanerin und sie sich in ihn. Joey rät die Beziehung zu beenden, bevor Paolo zurückkehrt, um Maes und Paolos Sicherheit und Überleben zu garantieren. Wehmütig verabschiedet sich Mae von Stefano – sie lässt ihn glauben, er sei nur ihr bezahlter Gigolo gewesen – und auch von dem gelben Rolls-Royce, der Zeuge und Nest ihrer Liebe zu Paolo gewesen ist.
Nun steht der Wagen in Triest zum Verkauf. Gerda Millett, eine reiche, einflussreiche, amerikanische Witwe, erwirbt ihn 1941, um damit ihre Reise zur jugoslawischen Königin fortzusetzen. Dieser diplomatische Besuch wird von Putschgerüchten und Kriegswirren überschattet. Ein Landsmann der Königin namens Davich bietet sich deshalb als Begleitschutz an. Dieser offenbart sich während der Fahrt als gesuchter Staatsfeind, als Freiheitskämpfer für sein bedrohtes Heimatland und versteckt sich kurz vor Erreichen der Grenze im Kofferraum. Vorher appelliert er unter vollem Einsatz seines Charmes an Mrs Milletts Menschlichkeit, sie möge seine Entdeckung durch Grenzbeamte mit allen ihr zur Verfügung stehenden Mitteln verhindern. Nach erfolgreicher Einschleusung gelangen sie nach Ljubljana. Hier trennen sich ihre Wege zunächst. Doch als die Stadt bombardiert wird, erdreistet sich Davich, den Rolls-Royce zu beschlagnahmen, um seine Kumpane in den Bergen zu unterstützen. Gerda übernimmt die Rolle des Chauffeurs, da Davich nicht Auto fahren kann. Inmitten der Partisanen führt sie mit Davich ein karges entbehrungsreiches Leben, transportiert bewaffnete Aufständische mit ihrem luxuriös ausgestatteten Auto durch die Wälder und unterstützt somit den bewaffneten Kampf gegen die Monarchie aber vor allem gegen die angreifenden Deutschen...
Mrs. Millet und Davich verbringen gemeinsam eine Nacht in dem gelben Rolls-Royce und bleiben so danach einander verbunden.
Nach Triest zurückgekehrt lässt Mrs. Millet den Wagen in die USA verschiffen. Die Schlussszene zeigt den gelben Rolls-Royce auf einem Highway.

## Hintergrundinformationen

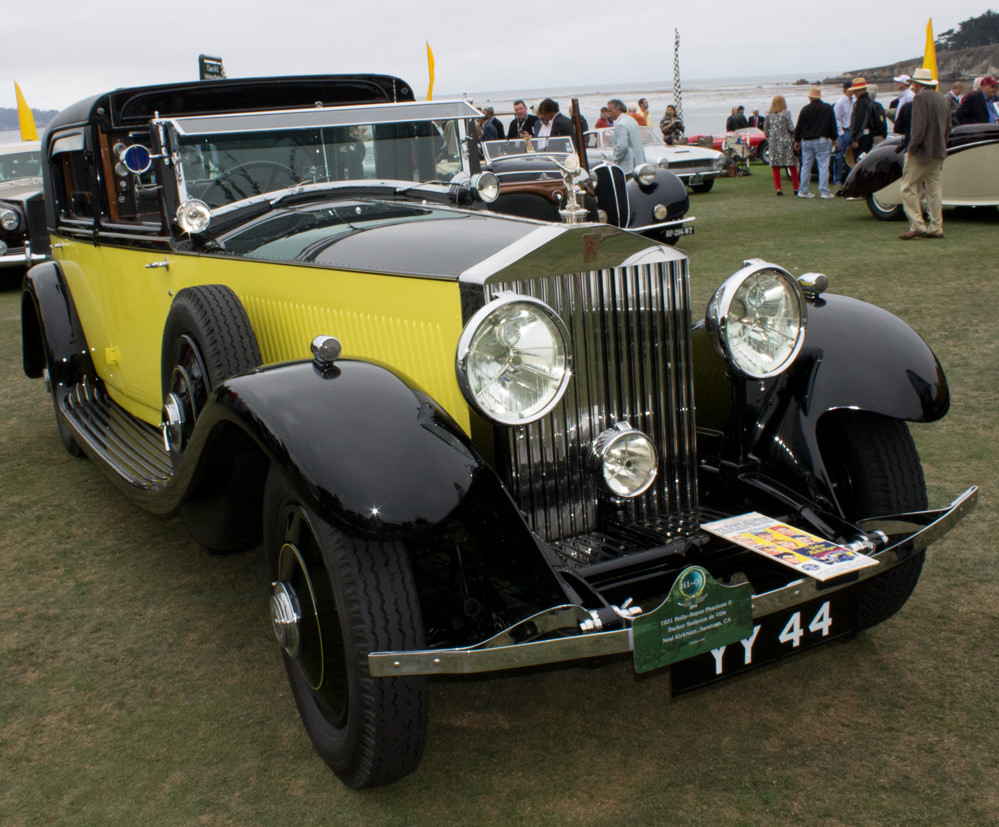
Dieser Rolls-Royce Phantom II, Fahrgestellnr. 9JS mit Sedanca de Ville-Karosserie von Barker, Baujahr 1931, wurde für den Film verwendet

Der Film wurde in England, Italien und Österreich gedreht. Die Studioaufnahmen erfolgten in den MGM-British-Studios von Borehamwood nahe London. Techniker der MGM-Produktionsfirma lackierten den Rolls-Royce extra für den Film mit gelber und schwarzer Farbe. Ursprünglich war die Wagenfarbe hellblau. Der Oldtimer befand sich 2004 im Besitz des kalifornischen Geschäftsmannes Neal Kirkham.
Am 31. Dezember 1964 kam der Film in die britischen Kinos und am 8. April 1965 in die Lichtspieltheater der Bundesrepublik Deutschland.
Die Idee, ein Auto und die Schicksale dessen verschiedener Besitzer zum Thema eines Episodenfilms zu machen, wurde bereits 1947 in Deutschland von Regisseur Helmut Käutner mit dem Trümmerfilm In jenen Tagen  realisiert.

## Auszeichnungen
Der Song Forget domani, gesungen von Katyna Ranieri, gewann 1966 den Golden Globe. 1965 war der Film für den BAFTA-Award in den Kategorien „Beste Kameraführung“ und „Beste Kostüme“ nominiert.

## Kritiken
Zwiespältig urteilt der Evangelische Film-Beobachter: „Drei Episoden sollen zeigen, daß Frauen nicht von einem einmal eingeschlagenen Weg abweichen können. Das ist nicht nur für den Aufwand an Darstellern zu wenig, wenngleich treffsichere Gesellschaftskritik und hie und da aufblitzende Dialoge mit Schliff für die ebenso zahlreichen Längen entschädigen. Für Erwachsene als Unterhaltung ohne Tiefgang möglich.“ Zu einer ähnlichen Einschätzung gelangt das Lexikon des Internationalen Films: „In drei Episoden […] wird die Geschichte eines Luxusautomobils an Hand von Liebesaffären seiner Benutzerinnen abwechselnd komisch oder sentimental erzählt. Leidlich unterhaltsamer Ausstattungsfilm mit Starbesetzung.“